# Василевская, Марина Витальевна
Марина Витальевна Василевская (бел. Марына Вітальеўна Васілеўская; род. 14 сентября 1990) ― первая белорусская женщина-космонавт, бортпроводница авиакомпании «Белавиа». В качестве участника космического полёта в составе основного экипажа космического корабля «Союз МС-25» и 14-суточной космической экспедиции посещения ЭП-21 стартовала 23 марта 2024 года к Международной космической станции. Герой Беларуси (2024). С 2024 года заместитель председателя правления по гуманитарному сотрудничеству и общественной деятельности общественного объединения «Белорусский фонд мира».

## Биография
Родилась 14 сентября 1990 года в Минске. Окончила среднюю школу № 151 в Минске.
После окончания школы профессионально занималась бальными танцами.
В 2010—2011 годах работала в Минском отделении Белорусской железной дороги, в 2011 году — в компании с дополнительной ответственностью «Сатурн-2», занимавшейся оптовой торговлей продуктами питания.
С 2012 года заочно училась на экономическом факультете Минского инновационного университета по специальности «менеджмент (информационный)».
В 2013—2015 годах работала в ООО «Мариана Инвест», которое занималось розничной торговлей колбасными изделиями и копчёностями.
С 2017 года работала бортпроводницей-инструктором авиакомпании «Белавиа» и летала в составе экипажей пассажирских самолётов Boeing и Embraer.
В 2024 году назначена заместителем председателя правления по гуманитарному сотрудничеству и общественной деятельности общественного объединения «Белорусский фонд мира».

### Космическая подготовка
В декабре 2022 года, в ходе конкурсного отбора, проходившего в Беларуси, отобрана в числе шести претенденток из более трёх тысяч желающих девушек для участия в космическом полёте на российском корабле «Союз».
После проведения медицинских исследований в Центре подготовки космонавтов имени Ю. А. Гагарина была отобрана вместе с Анастасией Ленковой кандидатом на космический полёт. 29 мая 2023 года назначена в основной экипаж транспортного пилотируемого корабля «Союз МС-25» и 21-й экспедиции посещения на Международную космическую станцию в качестве участника космического полёта.
С 24 июля 2023 года проходила теоретическую и практическую подготовку к полёту в ЦПК имени Ю. А. Гагарина. В октябре приступила к практическим занятиям на тренажёре пилотируемого корабля «Союз» по проведению штатных операций полёта и расстыковки, прошла подготовку в условиях невесомости на самолёте-лаборатории ИЛ-76 МДК. В декабре 2023 года вместе с Олегом Новицким участвовала в тренировке по действиям космонавтов в случае нештатной посадки в лесисто-болотистой местности зимой.
6 марта 2024 года в составе основного экипажа корабля «Союз МС-25» прибыла на космодром Байконур, где вместе с космонавтом Олегом Новицким (командир корабля) и астронавтом NASA Трейси Дайсон приступила к предполётным тренировкам и медицинским обследованиям перед запуском к Международной космической станции.

## Полёт
21 марта 2024 года в 16:21 мск по техническим причинам (из-за просадки напряжения химического источника тока), на завершающем этапе предпусковой подготовки, за несколько секунд до старта ракеты-носителя «Союз-2.1а» с ТПК «Союз МС-25», произошла нештатная ситуация и автоматическая отмена пуска. Пуск был перенесён на резервную дату — 23 марта. Экипаж был эвакуирован из корабля, после снятия скафандров проведён медосмотр членов экипажа, затем космонавты вернулись на карантин, а дальнейшая подготовка к старту была продолжена. Стартовый комплекс был возвращён в исходное положение.
23 марта 2024 года в 15:36:10 мск пилотируемый корабль «Союз МС-25» был запущен с 31-й площадки космодрома Байконур с экипажем в составе: космонавт Роскосмоса Олег Новицкий и участница космического полета из Республики Беларусь Марина Василевская, а также участница 71-й длительной экспедиции на станции астронавт НАСА Трейси Дайсон. Выведение корабля на заданную орбиту, его отделение от третьей ступени ракеты, раскрытие антенн и панелей солнечных батарей корабля прошли в штатном режиме. Стыковка «Союза МС-25» к узловому модулю «Причал» российского сегмента МКС проведена в автоматическом режиме 25 марта 2024 года в 18:02:50 мск.
После 13-суточной экспедиции посещения на МКС Олег Новицкий и Марина Василевская вернулись на Землю 6 апреля 2024 года на корабле «Союз МС-24» с астронавтом НАСА Лорел О’Хара. В 10:17:53 по московскому времени спускаемый аппарат корабля «Союз МС-24» приземлился в районе казахстанского города Жезказган. Трейси Дайсон продолжила полёт на МКС в составе космической экспедиции МКС-70/МКС-71 и приземлилась 23 сентября 2024 года на корабле «Союз МС-25» вместе с российскими космонавтами Олегом Кононенко и Николаем Чубом после их годового пребывания на станции.
Статистика полётов.
| # | Корабль, Миссия   | Старт, UTC           | Корабль посадки | Посадка, UTC         | Налёт                                 |
| - | ----------------- | -------------------- | --------------- | -------------------- | ------------------------------------- |
| 1 | Союз МС-25, ЭП-21 | 23.03.2024, 12:36:10 | Союз МС-24      | 06.04.2024, 07:17:47 | 13 суток 18 часов 41 минута 36 секунд |

## Награды и звания
- Герой Беларуси (9 апреля 2024 года) — за мужество, проявленное при осуществлении космического полёта, значительный личный вклад в освоение космоса[22][23][24].
- Орден Гагарина (12 апреля 2024, Россия) — за большой вклад в развитие пилотируемой космонавтики и мужество, проявленное при осуществлении длительного космического полёта на Международной космической станции[25].

## Увлечения
Увлекается дизайном интерьеров, занимается плаванием, аэробикой, играет в бадминтон и теннис.